# Хлопчик-з-пальчик (мультфільм, 1938)
«Хлопчик-з-пальчик» — радянський мультиплікаційний фільм за мотивами однойменної казки Шарля Перро.

## Сюжет
Дроворуб із дружиною та п'ятьма синами вирушають у ліс. Синів було ось стільки: троє старших і двоє молодших. Поки батьки та старші брати зайняті заготівлею дров, двоє молодших йдуть збирати гриби, які, тікаючи, приводять дітей до свого ватажка, який пропонує замість грибів набрати горіхів. Заблудившись у лісі через грозу, діти знаходять чийсь будинок і просяться на нічліг. Жінка, що відчинила двері, попереджає їх, що в будинку живе людожер, але, в страху бути з'їденими дикими звірами, брати залишаються. Хазяїн, який з'явився незабаром, хоче повечеряти і дістає чарівну сумку, що дає йому їжу, але, почувши в будинку людей, знаходить хлопчиків, що сховалися під ліжко. Залишивши дітей, посаджених у короб, «на сніданок», людожер засинає. Молодший із братів, вибравшись через щілину, знімає з пояса лиходія ключ і випускає братів. Забравши чарівну сумку, вони тікають із дому. Прокинувшись, людожер виявляє пропажу, одягає чоботи-скороходи, пускається в погоню і наздоганяє молодшого брата, але той такий малий, що ватажок грибів приховує його під капелюшком мухомора. Стомлений марною гонитвою, людожер засинає. Скориставшись цим, Хлопчик з пальчик знімає з нього чоботи-скороходи і з чарівною сумкою повертається додому — на радість своїх братів і батьків.

## Творці
- Автор сценарію та режисер: Ольга Ходатаєва
- Помічник: П. Носов
- Технічний помічник: Е. Новосельська
- Художник: Петро Носов
- Художники-Мультиплікатори: Галина Фролова, Борис Пєтін, Ганна Щекаліна, Тетяна Пузирєва, Лідія Резцова, Валентин Макєєв
- Звукооператор: С. Ренський
- Оператори: Д. Каретний, П. Лебедєва (зйомка)
- Композитор: Олександр Крейн
- чорно-білий, звуковий

## Відео
У 1995 році мультфільм випущений у 4-й збірці разом з мультфільмами «Пригоди Хоми», «Аж не страшно», «Два богатирі», «Догада» та «Чінк» відеостудією «Союз» на відеокасетах VHS.